# Комсомольська (Каргапольський район)
Комсомо́льська (рос. Комсомольская) — присілок у складі Каргапольського району Курганської області, Росія. Входить до складу Майської сільської ради.
Населення — 120 осіб (2010, 191 у 2002).
Національний склад населення станом на 2002 рік: росіяни — 97 %.